# Someone to Watch Over Me
Someone to Watch Over Me (bra Perigo na Noite / prt Na Vigília da Noite) é um filme estadunidense de 1987, do gênero policial, dirigido por Ridley Scott.

## Sinopse
Recém-nomeado detetive e policial de Nova York, bem-casado, é designado para dar proteção à bela milionária que testemunhou o assassinato de um amigo, cometido pelo psicótico ex-sócio da vítima. O detetive passa a participar da intimidade de sua protegida, apaixona-se por ela, é correspondido e, em consequência, há uma crise conjugal.

## Elenco
- Tom Berenger ... detetive Mike Keegan
- Mimi Rogers ... Claire Gregory
- Lorraine Bracco ... Ellie Keegan
- Jerry Orbach ... tenente Garber